# Bougainvillia bougainvillei
Bougainvillia bougainvillei är en nässeldjursart som först beskrevs av Brandt 1835.  Bougainvillia bougainvillei ingår i släktet Bougainvillia och familjen Bougainvilliidae. Inga underarter finns listade i Catalogue of Life.